# 長居

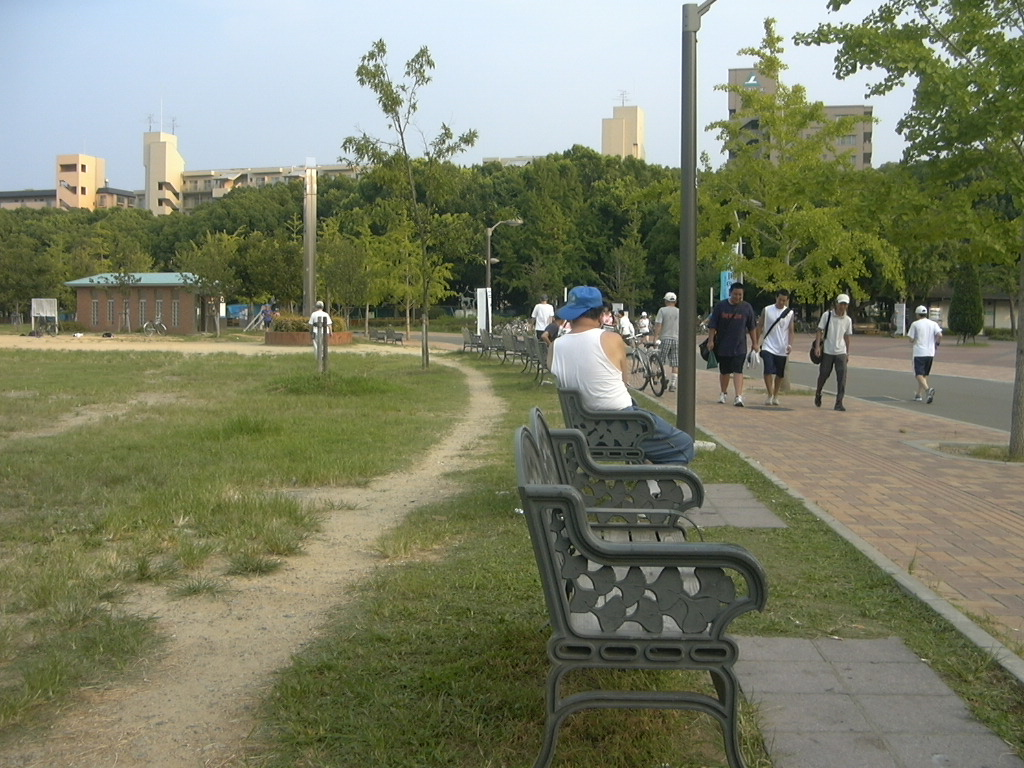
長居公園

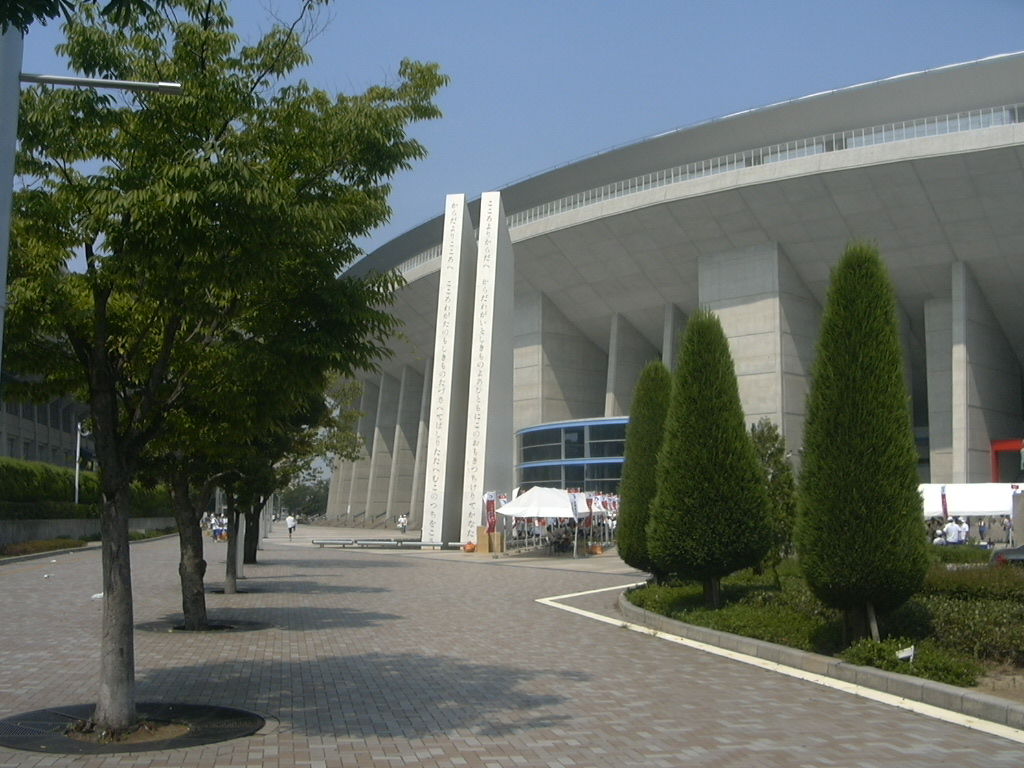
長居スタジアム

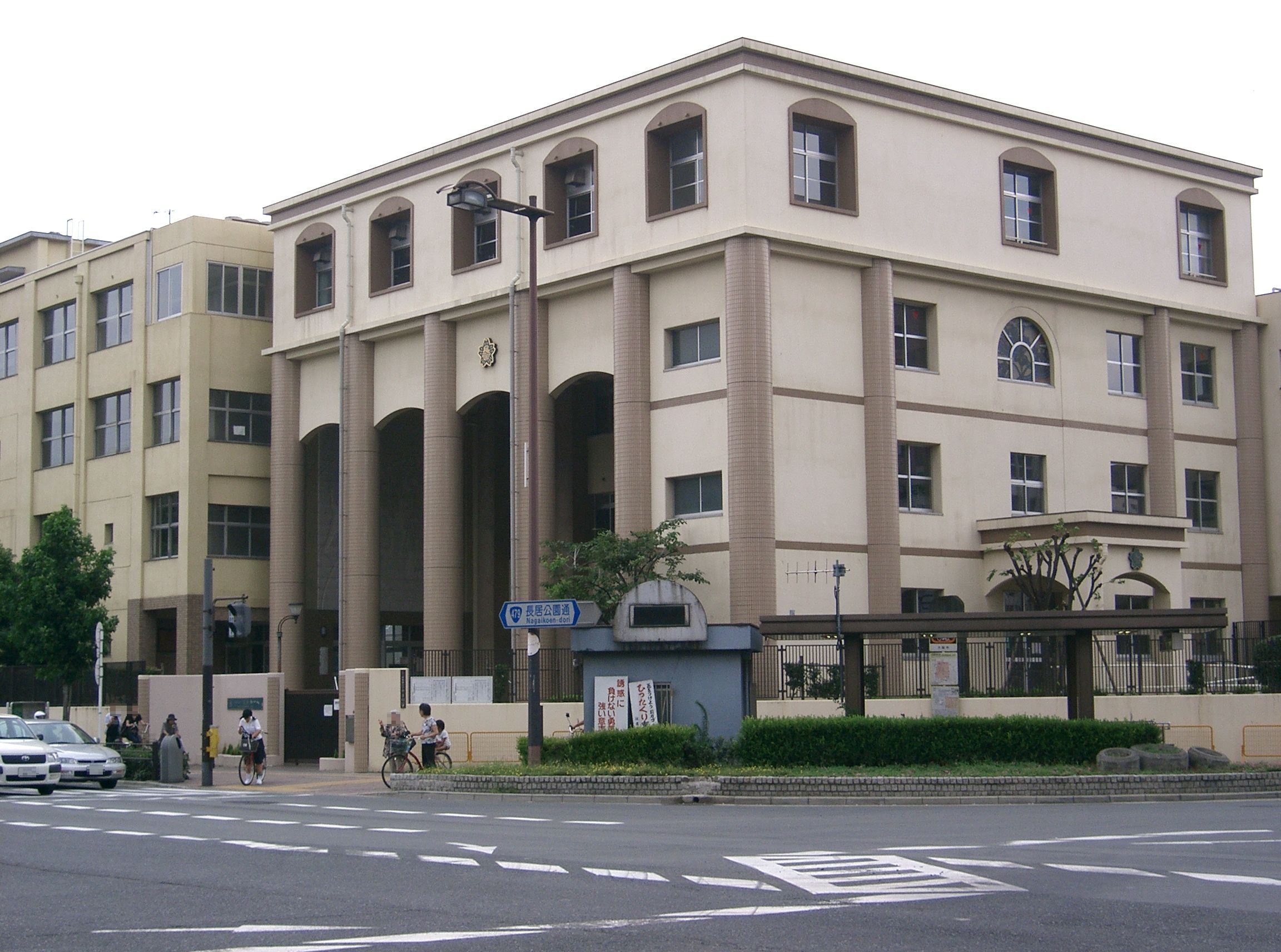
大阪市立長居小学校

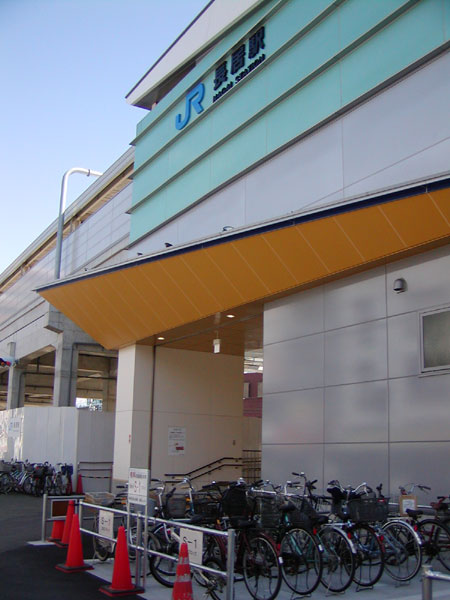
JR阪和線 長居駅

長居（ながい）は、大阪府大阪市住吉区東部および同市東住吉区西部の地名である。
本項では同地域にかつて所在した住吉郡・東成郡長居村（ながいむら）についても述べる。

## 概要
現在の住居表示としては、住吉区長居1-4丁目・長居西1-3丁目・長居東1-4丁目、および東住吉区長居公園がある。住吉区側は住宅地となっていて、一戸建て住宅と団地・マンションが混在している。東住吉区側についてはほぼ全域が長居公園の敷地となり、公園内に各種施設が設置されている。2005年度の国勢調査によると、地域の人口は24,279人となっている。
鉄道はJR阪和線とOsaka Metro御堂筋線が通り、長居駅が設けられている。阪和線はかつて地平を走っていたため、踏切は開かずの踏切となっていて交通に支障をきたし、それに伴う交通渋滞などが問題となっていた。阪和線の高架化工事が2006年に完成したことに伴って踏切問題は解消された。
道路は南北方向にあびこ筋が通り、東西方向には長居公園通が通っている。また地域の東端には長居公園東筋が通っている。長居公園通・長居公園東筋にはそれぞれ大阪シティバスのバス路線が開設されている。
長居の地名は、地域内にあった大御池が「長居池」の通称で呼ばれていたことに由来する。なお、大御池（長居池）は現存しない。
共通語では「長居」を頭高型（ながい）で発音する傾向があるが、地元では平板型（「長居公園」や「長居スタジアム」と発音する時の「長居」）または中高型（ながい）が正しい発音と認識されている。

## 歴史
江戸時代には摂津国住吉郡寺岡村、堀村、前堀村を形成。農村地帯として米や麦、蔬菜などの栽培が行われていた。寺岡村と前堀村は相模小田原藩領、堀村は下総古河藩領となっていた。現在の大阪市立長居小学校付近には堀村の枝郷の追分茶屋が形成され、住吉方面と堺方面の追分（分岐点）に三軒の茶店があったことから三軒家とも呼ばれた。
1889年に寺岡・堀・前堀の3村は南側に位置する6村と合併し、住吉郡依羅村の大字となった。しかし、寺岡・堀・前堀の3大字が他の6大字および村役場からかなり離れていたことから、1894年に依羅村から3大字が分離して、長居村が発足することとなった。
1928年には長居公園が計画され、大阪市が公園予定地の買収などを行ったが、第二次世界大戦の激化に伴って公園整備計画は一時中断され、防空陣地や農場などに転用された。公園は終戦後競馬場・競輪場として一時使用されたのち、1959年から公園整備が再開された。
一帯は第二次世界大戦終戦直後までは農村地帯だったが、1950年代初期頃から宅地開発が進められ、団地や住宅が建ち並ぶ住宅地へと変化した。

### 沿革
- 1889年（明治22年）4月1日 - 町村制施行により、住吉郡寺岡村、堀村、前堀村、苅田村、庭井村、我孫子村、山之内村、杉本村、杉本新田が合併して依羅村が発足。大字我孫子に村役場を設置。
- 1894年（明治27年） - 依羅村から大字寺岡、堀、前堀が分離して長居村が発足。大字堀に村役場を設置。
- 1895年（明治28年） - 大阪府住吉郡長居尋常小学校（現：大阪市立長居小学校）が開校。
- 1896年（明治29年）4月1日 - 郡の統廃合により、所属郡が東成郡に変更。
- 1925年（大正14年）4月1日 - 大阪市へ編入され、住吉区西長居町（寺岡が改称）、東長居町（堀が改称）、南長居町（前堀が改称）となる。同日長居村廃止。
- 1928年（昭和3年） - 長居公園の整備計画が始まる。
- 1929年（昭和4年）7月18日 - 阪和電気鉄道本線の臨南寺前駅（現：JR西日本阪和線の長居駅）が開業。
- 1943年（昭和18年）4月1日 - 分区により、西長居町の北部が阿倍野区、東長居町の長居公園予定地が東住吉区へ転属。
- 1944年（昭和19年） - 住吉区長居町西、長居町中、長居町東の新町名が起立。
- 1945年（昭和20年） - 成器商業学校（現：大阪学芸高等学校・附属中学校）が現在地に移転。
- 1954年（昭和29年） - 阿倍野区西長居町を播磨町東、阪南町中、西田辺町のそれぞれ一部に改編。
- 1960年（昭和35年）7月1日 - 大阪市営地下鉄1号線（現：Osaka Metro御堂筋線）の長居駅が開業。
- 1967年（昭和42年） - 阿倍野区播磨町、阪南町の現行町名を実施。
- 1980年（昭和55年） - 東住吉区長居公園の現行町名を実施。
- 1981年（昭和56年） - 住吉区長居西、長居、長居東の現行町名を実施。
- 2006年（平成18年） - 阪和線の高架化工事が完成。

## 町名の長居
現行行政地名は長居一丁目から長居四丁目。

### 世帯数と人口
2024年（令和6年）9月30日現在の世帯数と人口は以下の通りである。
| 丁目       | 世帯数    | 人口    |
| ---------- | --------- | ------- |
| 長居一丁目 | 1,285世帯 | 1,976人 |
| 長居二丁目 | 1,061世帯 | 1,594人 |
| 長居三丁目 | 889世帯   | 1,305人 |
| 長居四丁目 | 851世帯   | 1,385人 |
| 計         | 4,086世帯 | 6,260人 |

人口の変遷
国勢調査による人口の推移。
| 1995年（平成7年）  | 7,456人 | [ 5 ]  |  |
| 2000年（平成12年） | 7,015人 | [ 6 ]  |  |
| 2005年（平成17年） | 7,033人 | [ 7 ]  |  |
| 2010年（平成22年） | 6,658人 | [ 8 ]  |  |
| 2015年（平成27年） | 6,797人 | [ 9 ]  |  |
| 2020年（令和2年）  | 6,594人 | [ 10 ] |  |

世帯数の変遷
国勢調査による世帯数の推移。
| 1995年（平成7年）  | 3,685世帯 | [ 5 ]  |  |
| 2000年（平成12年） | 3,772世帯 | [ 6 ]  |  |
| 2005年（平成17年） | 3,869世帯 | [ 7 ]  |  |
| 2010年（平成22年） | 3,937世帯 | [ 8 ]  |  |
| 2015年（平成27年） | 3,788世帯 | [ 9 ]  |  |
| 2020年（令和2年）  | 4,149世帯 | [ 10 ] |  |

### 学区
市立小・中学校に通う場合、学区は以下の通りとなる。なお、小学校・中学校入学時に学校選択制度を導入しており、通学区域以外に住吉区の小学校・中学校から選択することも可能。
| 丁目       | 番   | 小学校             | 中学校               |
| ---------- | ---- | ------------------ | -------------------- |
| 長居一丁目 | 全域 | 大阪市立大領小学校 | 大阪市立大領中学校   |
| 長居二丁目 | 全域 | 大阪市立長居小学校 | 大阪市立我孫子中学校 |
| 長居三丁目 | 全域 | 大阪市立長居小学校 | 大阪市立我孫子中学校 |
| 長居四丁目 | 全域 | 大阪市立長居小学校 | 大阪市立我孫子中学校 |

### 事業所
2021年（令和3年）現在の経済センサス調査による事業所数と従業員数は以下の通りである。
| 丁目       | 事業所数  | 従業員数 |
| ---------- | --------- | -------- |
| 長居一丁目 | 49事業所  | 890人    |
| 長居二丁目 | 99事業所  | 495人    |
| 長居三丁目 | 100事業所 | 538人    |
| 長居四丁目 | 41事業所  | 221人    |
| 計         | 289事業所 | 2,144人  |

## 町名の長居西
現行行政地名は長居西一丁目から長居西三丁目。

### 世帯数と人口
2024年（令和6年）9月30日現在の世帯数と人口は以下の通りである。
| 丁目         | 世帯数    | 人口    |
| ------------ | --------- | ------- |
| 長居西一丁目 | 1,334世帯 | 2,225人 |
| 長居西二丁目 | 948世帯   | 1,594人 |
| 長居西三丁目 | 718世帯   | 1,181人 |
| 計           | 3,000世帯 | 5,000人 |

人口の変遷
国勢調査による人口の推移。
| 1995年（平成7年）  | 5,566人 | [ 5 ]  |  |
| 2000年（平成12年） | 5,484人 | [ 6 ]  |  |
| 2005年（平成17年） | 5,556人 | [ 7 ]  |  |
| 2010年（平成22年） | 5,165人 | [ 8 ]  |  |
| 2015年（平成27年） | 5,144人 | [ 9 ]  |  |
| 2020年（令和2年）  | 5,128人 | [ 10 ] |  |

世帯数の変遷
国勢調査による世帯数の推移。
| 1995年（平成7年）  | 2,899世帯 | [ 5 ]  |  |
| 2000年（平成12年） | 2,961世帯 | [ 6 ]  |  |
| 2005年（平成17年） | 3,014世帯 | [ 7 ]  |  |
| 2010年（平成22年） | 2,883世帯 | [ 8 ]  |  |
| 2015年（平成27年） | 2,722世帯 | [ 9 ]  |  |
| 2020年（令和2年）  | 3,015世帯 | [ 10 ] |  |

### 学区
市立小・中学校に通う場合、学区は以下の通りとなる。なお、小学校・中学校入学時に学校選択制度を導入しており、通学区域以外に住吉区の小学校・中学校から選択することも可能。
| 丁目         | 番   | 小学校             | 中学校               |
| ------------ | ---- | ------------------ | -------------------- |
| 長居西一丁目 | 全域 | 大阪市立大領小学校 | 大阪市立大領中学校   |
| 長居西二丁目 | 全域 | 大阪市立長居小学校 | 大阪市立我孫子中学校 |
| 長居西三丁目 | 全域 | 大阪市立長居小学校 | 大阪市立我孫子中学校 |

### 事業所
2021年（令和3年）現在の経済センサス調査による事業所数と従業員数は以下の通りである。
| 丁目         | 事業所数 | 従業員数 |
| ------------ | -------- | -------- |
| 長居西一丁目 | 28事業所 | 159人    |
| 長居西二丁目 | 31事業所 | 132人    |
| 長居西三丁目 | 40事業所 | 313人    |
| 計           | 99事業所 | 604人    |

## 町名の長居東
現行行政地名は長居東一丁目から長居東四丁目。

### 世帯数と人口
2024年（令和6年）9月30日現在の世帯数と人口は以下の通りである。
| 丁目         | 世帯数    | 人口     |
| ------------ | --------- | -------- |
| 長居東一丁目 | 1,028世帯 | 2,086人  |
| 長居東二丁目 | 1,540世帯 | 3,062人  |
| 長居東三丁目 | 1,838世帯 | 3,182人  |
| 長居東四丁目 | 1,851世帯 | 2,798人  |
| 計           | 6,257世帯 | 11,128人 |

人口の変遷
国勢調査による人口の推移。
| 1995年（平成7年）  | 12,277人 | [ 5 ]  |  |
| 2000年（平成12年） | 11,865人 | [ 6 ]  |  |
| 2005年（平成17年） | 11,622人 | [ 7 ]  |  |
| 2010年（平成22年） | 11,245人 | [ 8 ]  |  |
| 2015年（平成27年） | 10,886人 | [ 9 ]  |  |
| 2020年（令和2年）  | 10,771人 | [ 10 ] |  |

世帯数の変遷
国勢調査による世帯数の推移。
| 1995年（平成7年）  | 5,258世帯 | [ 5 ]  |  |
| 2000年（平成12年） | 5,647世帯 | [ 6 ]  |  |
| 2005年（平成17年） | 5,766世帯 | [ 7 ]  |  |
| 2010年（平成22年） | 5,665世帯 | [ 8 ]  |  |
| 2015年（平成27年） | 5,332世帯 | [ 9 ]  |  |
| 2020年（令和2年）  | 5,904世帯 | [ 10 ] |  |

### 学区
市立小・中学校に通う場合、学区は以下の通りとなる。なお、小学校・中学校入学時に学校選択制度を導入しており、通学区域以外に住吉区の小学校・中学校から選択することも可能。
| 丁目         | 番               | 小学校               | 中学校                 |
| ------------ | ---------------- | -------------------- | ---------------------- |
| 長居東一丁目 | 全域             | 大阪市立長居小学校   | 大阪市立我孫子中学校   |
| 長居東二丁目 | 全域             | 大阪市立長居小学校   | 大阪市立我孫子中学校   |
| 長居東三丁目 | 1〜14番 16〜21番 | 大阪市立長居小学校   | 大阪市立我孫子中学校   |
| 長居東三丁目 | 15番             | 大阪市立苅田北小学校 | 大阪市立東我孫子中学校 |
| 長居東四丁目 | 全域             | 大阪市立長居小学校   | 大阪市立我孫子中学校   |

### 事業所
2021年（令和3年）現在の経済センサス調査による事業所数と従業員数は以下の通りである。
| 丁目         | 事業所数  | 従業員数 |
| ------------ | --------- | -------- |
| 長居東一丁目 | 51事業所  | 338人    |
| 長居東二丁目 | 55事業所  | 392人    |
| 長居東三丁目 | 148事業所 | 1,141人  |
| 長居東四丁目 | 251事業所 | 2,197人  |
| 計           | 505事業所 | 4,068人  |

## サンヴァリエ東長居
サンヴァリエ東長居（サンヴァリエひがしながい）は、長居東2丁目、同区苅田1丁目と2丁目にまたがって存在する都市再生機構が運営する住宅団地である。
1956年（昭和31年）に東長居第一団地（ひがしながいだいいちだんち）として、1958年（昭和33年）に東長居第二団地（ひがしながいだいにだんち）として竣工したが、老朽化により1993年からサンヴァリエ東長居として建て替えられた。建て替え前の東長居第二団地にはダブルスターハウスが存在してたことで知られていて、1棟のみ解体せずに民間に売却されて現存する。

## 交通

### 鉄道
- JR西日本阪和線 - 長居駅
- Osaka Metro御堂筋線 - 長居駅

### バス
- 大阪シティバス[16]
  - 4号系統：長居西二丁目 - 地下鉄長居 - 長居東二丁目 - 長居東
  - 24号系統：長居西二丁目 → 地下鉄長居 → 長居東二丁目 → 長居東一丁目 …→… 東長居住宅前 → 長居幼稚園前 → 地下鉄長居 → 長居西二丁目
  - 63号系統：南住吉二丁目
- 大阪市高速電気軌道
  - いまざとライナーBRT1：JR長居駅前 - 地下鉄長居

### 道路
- 国道479号（長居公園通）
- 大阪府道28号大阪高石線（あびこ筋）

## 施設
住吉区長居
- 大阪学芸高等学校・附属中学校、大阪学芸中等教育学校
- 住吉警察署長居交番
- 鶴ヶ丘児童遊園
- 住吉長居郵便局
- 住吉長居4丁目郵便局
- 池田泉州銀行長居支店（旧：泉州店『■』）
- 長居商店街、長居駅前本通商店街、長居中央商店街
- 蓮通寺
- 慈光寺

住吉区長居西
- 学校法人稲垣学園 愛児幼稚園
- 住吉長居西郵便局
- 神須牟地神社
- 西法寺
- 真光寺
- 月江院
- 西長居公園

住吉区長居東
- 大阪市立長居小学校
- 学校法人長居幼稚園
- 社会福祉法人柿の木福祉の園 長居保育園
- 住吉長居東郵便局
- スーパーライフ長居店
- 関西スーパー長居店
- 保利神社
- 瀧光寺

東住吉区長居公園
- 長居公園
- 臨南寺

## その他

### 日本郵便
- 集配担当する郵便局と郵便番号は以下の通りである[17]。

| 区     | 町丁   | 郵便番号 | 郵便局     |
| ------ | ------ | -------- | ---------- |
| 住吉区 | 長居   | 558-0003 | 住吉郵便局 |
| 住吉区 | 長居西 | 558-0002 | 住吉郵便局 |
| 住吉区 | 長居東 | 558-0004 | 住吉郵便局 |